# Ignac Beyschlag
Beyschlag (Bejschlag, Beischlag), Ignac (Ignatius), mjernik i kartograf Varaždinske županije, kraj 18. i početak 19. st. Promjene u gradu Varaždinu koje su nastale do kraja 18. st. zabilježene su na njegovim planovima. Izvornici se čuvaju u Gradskom muzeju i Povijesnom arhivu u Varaždinu te Hrvatskom državnom arhivu u Zagrebu.

## Djela
- Plan posjeda uz Dravu, Otok, 1792.
- Karta Varaždinske županije (Comitatus Varasdiensis). 1801.
- Mapa cijelog teritorija grada Varaždina, 75×77 cm. 1807.
- Mapa civilnog teritorija Varaždina, 95×53 cm. 1807.
- Mapa varaždinskih teritorija između poštanskih cesta, 113×48 cm. 1807.
- Plan Varaždina, 99×64 cm. 1807.